# Ronald Barnes (tennis)
Pour les articles homonymes, voir Ronald Barnes et Barnes.
Ronald (Ronnie) Winston Barnes, né le 1er janvier 1941 à Rio de Janeiro et mort le 13 décembre 2002 à New York, est un ancien joueur de tennis brésilien des années 1960.
Joueur de Coupe Davis avec le Brésil de 1958 à 1965, il réalise sa meilleure saison en 1963 en remportant la médaille d'or aux Jeux panaméricains. Il accède également aux demi-finales au Queen's et à l'US Open. Il élimine sur son parcours Roger Taylor et Dennis Ralston. En 1964, sa victoire sur Fred Stolle lui permet d'atteindre les quarts de finale à Roland-Garros.

## Palmarès
- Internationaux de France : quart de finaliste en 1964, huitième de finaliste en 1961 et 1963.
- US Open : demi-finaliste en 1963, quart de finaliste en 1967